# Ellen Nussey

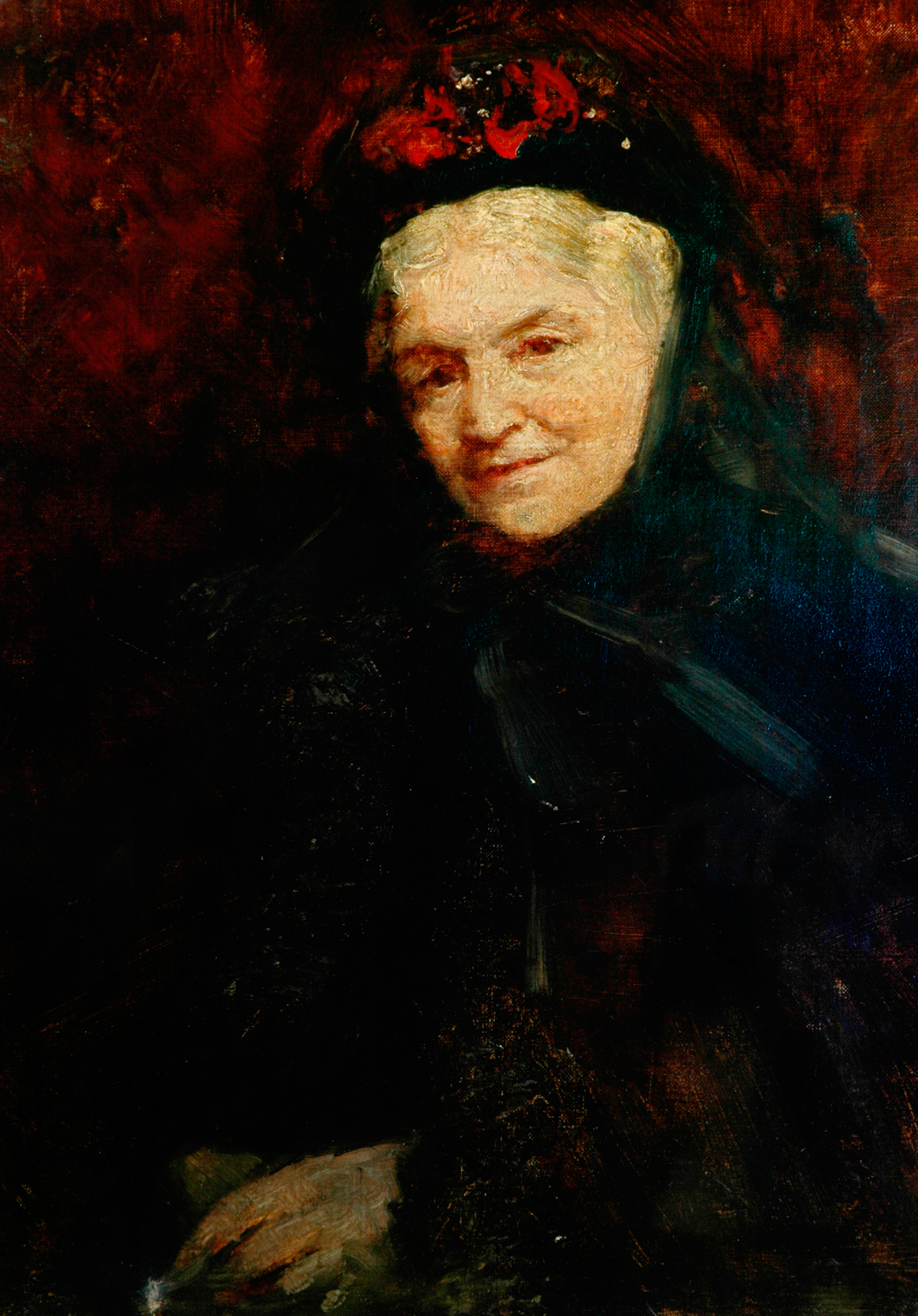
Frederic Yates (1854–1919): Ellen Nussey, unbekanntes Datum, Öl auf Leinwand, Brontë Parsonage Museum

Ellen Nussey (* 20. April 1817 in Birstall, West Riding of Yorkshire; † 26. November 1897 in Moor Lane House, Gomersal, Yorkshire) war eine lebenslange, enge Freundin und Korrespondentin der Schriftstellerin Charlotte Brontë und beeinflusste durch mehr als 500 von ihr erhaltene Briefe unter anderem maßgeblich Elizabeth Gaskells Biografie The Life of Charlotte Brontë aus dem Jahr 1857 sowie die weitere Forschung zu Bronte.

## Leben
Nussey war das zwölfte Kind von John Nussey (1760–1826), einem Tuchhändler aus Birstall Smithies in der Nähe von Gomersal, und seiner Frau Ellen, geborene Wade (ca. 1771–1857). Sie besuchte eine kleine örtliche Schule, bevor sie auf die Gomersal Moravian Ladies Academy wechselte. Nussey lernte Mary Taylor und Charlotte Brontë im Januar 1831 kennen, als diese Schülerinnen der Roe Head School in der Nähe von Mirfield in Yorkshire waren. In den folgenden 24 Jahren korrespondierten sie regelmäßig miteinander und schrieben sich jeweils Hunderte von Briefen. 1839 machte Nusseys Bruder Henry Charlotte Brontë einen Heiratsantrag, doch sie fand ihn langweilig und lehnte sein Angebot ab.
Durch ihre häufigen Besuche im Pfarrhaus von Haworth wurde Nussey auch eine Freundin von Anne und Emily Brontë und wurde von deren Vater als geeignete Freundin für seine Töchter akzeptiert. Im Mai 1849 beschloss Anne Brontë, nach Scarborough zu fahren, in der Hoffnung, dass der Ortswechsel und die frische Seeluft ihrer angeschlagenen Gesundheit guttun und ihr eine Chance zum Leben geben würden. Sie reiste mit ihrer Schwester Charlotte und mit Nussey. Vor der Reise drückte Anne in einem Brief an Nussey ihre Frustration über unerfüllte Ambitionen aus:

„I have no horror of death: if I thought it inevitable I think I could quietly resign myself to the prospect […] But I wish it would please God to spare me not only for Papa's and Charlotte's sakes, but because I long to do some good in the world before I leave it. I have many schemes in my head for future practise–humble and limited indeed–but still I should not like them all to come to nothing, and myself to have lived to so little purpose. But God's will be done.“

„Ich habe keine Angst vor dem Tod: Wenn ich ihn für unvermeidlich hielte, könnte ich mich ruhig mit der Aussicht abfinden […] Aber ich wünschte, Gott würde mich verschonen, nicht nur um Papas und Charlottes willen, sondern auch, weil ich mich danach sehne, etwas Gutes in der Welt zu tun, bevor ich sie verlasse. Ich habe viele Pläne in meinem Kopf für die Zukunft – bescheidene und begrenzte in der Tat – aber dennoch möchte ich nicht, dass sie alle ins Leere laufen und ich selbst so wenig sinnvoll gelebt habe. Aber Gottes Wille soll geschehen.“

Anne Brontë starb in Scarborough am 28. Mai 1849. Nusseys Anwesenheit in den folgenden Wochen tröstete Charlotte Brontë, die im Vorjahr bereits ihre andere Schwester und ihren Bruder verloren hatte. Zu dieser Zeit schrieb sie an ihrem Roman Shirley. Nussey glaubte, dass die Figur „Caroline Helstone“ auf ihr selbst basierte.
Zum Zensus von 1851 hielt sich Nussey bei den Brontës in Haworth auf und wurde im Erfassungsbogen als „Besucher“ angegeben.
Als Charlotte Brontë im Juni 1854 den Pfarrer ihres Vaters, Arthur Bell Nicholls, heiratete, war Nussey eine von zwei anwesenden Trauzeugen. Die Verlobung hatte zu einer Abkühlung der Freundschaft seitens Nussey geführt, die wahrscheinlich eifersüchtig auf Brontës Bindung an Nicholls war, und gedacht hatte, sie beiden würden Junggesellinnen bleiben. Nach Charlotte Brontës Tod 1855 war Nicholls besorgt, dass die Briefe an Nussey ihrem Ruf schaden könnten. Schon in einem Brief vom 20. Oktober 1854 schrieb Brontë an Nussey: Arthur says such letters as mine ought never to be kept, they are dangerous as Lucifer matches […] I can’t help laughing, this seems to me so funny. Nicholls bat Nussey, die Briefe zu vernichten, was diese jedoch ablehnte. Sie bemühte sich um die Veröffentlichung der Briefe, bis sie erfuhr, dass Nicholls das Urheberrecht besaß.
Nussey widmete nach Brontës Tod den Rest ihres Lebens der Pflege des Andenkens an ihre Freundin und wurde von Brontë-Fans und -Biographen häufig aufgesucht. Von den rund 500 Briefen, die Brontë im Lauf ihres Lebens an Nussey schickte, sind über 350 erhalten geblieben, während alle Briefe von Nussey an Brontë auf Wunsch von Nicholls verbrannt wurden. Die erhaltenen Briefe liefern die meisten Informationen über das Leben von Charlotte Brontë und bilden das Rückgrat ihrer Biografien, zuallererst 1857 für The Life of Charlotte Brontë von Elizabeth Gaskell. Manche von Brontës Briefe an Nussey scheinen romantische Untertöne zu haben, weswegen in der Forschung auch eine romantische oder sexuelle Beziehung zwischen den beiden unterstellt wurde.
In ihren letzten Lebensjahren hatte Nussey gesundheitliche und finanzielle Probleme, und Freunde, darunter die Frau ihres Cousins, Agnes Nussey von Potternewton Hall, leisteten ihr Gesellschaft. Agnes Nussey interessierte sich für die Geschichte der Familie Nussey und korrespondierte dazu mit Nussey.
Nussey starb 1897 im Alter von 80 Jahren in Moor Lane House in Gomersal in Yorkshire. Nach ihrem Tod wurden ihre Besitztümer und Briefe auf einer Auktion versteigert, und viele der Briefe von Brontë an sie sind durch Schenkung oder Kauf in das Brontë Parsonage Museum in Haworth.
Die Nussey Avenue in Birstall ist nach ihr benannt. Nussey war die Großtante von Helen Nussey (1875–1965).